# Verona (Pensilvânia)
Verona é um distrito localizado no estado norte-americano da Pensilvânia, no Condado de Allegheny.

## Demografia
Segundo o censo norte-americano de 2000, a sua população era de 3124 habitantes.
Em 2006, foi estimada uma população de 2888, um decréscimo de 236 (-7.6%).

## Geografia
De acordo com o United States Census Bureau tem uma área de 1,6 km², dos quais 1,4 km² cobertos por terra e 0,2 km² cobertos por água.

## Localidades na vizinhança
O diagrama seguinte representa as localidades num raio de 8 km ao redor de Verona.